# 發射場列表
本表列出各个国家和地区所管辖的现存及已废弃之火箭发射场。发射场的地理位置不一定在所屬國家的領土內。

## 太空載具發射中心
中华人民共和国：
- 内蒙古自治区，酒泉卫星发射中心
- 四川省，西昌卫星发射中心
- 海南省，文昌航天发射场
- 山西省，太原卫星发射中心
- 海南省，中国科学院海南探空部火箭发射场
- 东海，黄海，东方航天港海上发射平台
- 海南省，海南商业航天发射场

中華民國：
- 屏東縣牡丹鄉，旭海科研火箭發射場

美国：
- 佛罗里达州，卡纳维拉尔角空军站（英語：Cape Canaveral Air Force Station）
- 佛罗里达州，肯尼迪航天中心（英語：Kennedy Space Center）
- 加利福尼亚州，范登堡空军基地（英語：Vandenberg Air Force Base）
- 新墨西哥州，美国航天港（英語：Spaceport America）
- 德克萨斯州，博卡奇卡发射场（英語：SpaceX South Texas Launch Site）
- 阿拉斯加州，太平洋太空港复合体 – 阿拉斯加（英语：Pacific Spaceport Complex – Alaska）
- 新西兰，火箭实验室1号发射复合体（英語：Rocket Lab Launch Complex 1）

俄罗斯：
- 哈萨克斯坦，拜科努尔航天发射场（俄语：Космодром Байконур）
- 阿尔汉格尔斯克州，普列谢茨克航天发射场（俄语：Космодром Плесецк）
- 阿穆尔州，东方航天发射场（俄语：Космодром Восточный，"Eastern Spaceport"）
- 活动海上平台，西伯利亚航空海上发射公司（英語：Sea Launch）

法国：
- 法属圭亚那，圭亚那航天中心（法語：Centre Spatial Guyanais）

意大利：
- 肯尼亚，圣马科发射平台（英语：Luigi Broglio Space Center）

日本：
- 鹿儿岛县，種子島宇宙中心（日语：種子島宇宙センター）
- 鹿儿岛县，內之浦宇宙空間觀測所（日语：内之浦宇宙空間観測所）

朝鮮：
- 咸镜北道，東海衛星發射基地（韓語：동해위성발사장）
- 平安北道，西海衛星發射基地（韓語：서해위성발사장）

韓國：
- 全羅南道，羅老宇宙中心（韓語：나로우주센터）

印度：
- 安得拉邦，萨迪什·达万航天中心（英語：Satish Dhawan Space Center）

以色列：
- 中央区，帕勒马希姆空军基地（英语：Palmachim_Airbase）（希伯來語：‎）

伊朗：
- 塞姆南省，塞姆南航天中心（英语：Semnan Space Center）（波斯语：‎）
- 塞姆南省，沙赫鲁德航天中心（英语：Shahroud space center）（波斯语：‎）

巴西：
- 马拉尼昂州，阿尔坎塔拉航天中心（英语：Alcântara Space Center）

## 載人太空發射中心
| 名稱                           | 發射場地              | 發射器          | 宇宙飛船             | 航次         | 年份          | 拥有者 |
| ------------------------------ | --------------------- | --------------- | -------------------- | ------------ | ------------- | ------ |
| 拜科努爾航天發射場，哈薩克斯坦 | 1号发射台             | 東方計劃        | 東方一號-六號        | 6 軌道       | 1961年-1963年 | 政府   |
| 拜科努爾航天發射場，哈薩克斯坦 | 1号发射台             | 上升計劃        | 上升一號-二號        | 2 軌道       | 1964年-1965年 | 政府   |
| 拜科努爾航天發射場，哈薩克斯坦 | 1号发射台、31号发射台 | 聯盟            | 聯盟號               | 145 軌道     | 1967年-       | 政府   |
| 卡納維拉爾角空軍基地，美國     | LC5                   | 紅石            | 水星計劃3-4號        | 2 亞軌道     | 1961年        | 政府   |
| 卡納維拉爾角空軍基地，美國     | LC14                  | 擎天神          | 水星計劃6-9號        | 4 軌道       | 1962年-1963年 | 政府   |
| 卡納維拉爾角空軍基地，美國     | LC19                  | 泰坦二號        | 雙子星座計劃3-12號   | 10 軌道      | 1965年-1966年 | 政府   |
| 卡納維拉爾角空軍基地，美國     | LC34                  | 土星IB          | 阿波羅7號            | 1 軌道       | 1968年        | 政府   |
| 甘迺迪航天中心，美國           | LC39                  | 土星V           | 阿波羅8號-17號       | 10 月球/軌道 | 1968年-1970年 | 政府   |
| 甘迺迪航天中心，美國           | LC39                  | 土星IB          | Skylab 2-4           | 3 軌道       | 1973年-1974年 | 政府   |
| 甘迺迪航天中心，美國           | LC39                  | 土星IB          | 阿波罗-联盟测试      | 1 軌道       | 1975年        | 政府   |
| 甘迺迪航天中心，美國           | LC39                  | STS1-135        | 太空梭               | 134 軌道     | 1981年-2011年 | 政府   |
| 甘迺迪航天中心，美國           | LC-39A                | 獵鷹9號         | 載人龍飛船           | 10軌道       | 2020年至今    | 私人   |
| 酒泉衛星發射中心，中國         | 91號發射陣地          | 長征二號F       | 神舟五號-七號        | 3 軌道       | 2003年-2008年 | 政府   |
| 酒泉衛星發射中心，中國         | 91號發射陣地          | 長征二號F改進型 | 神舟九號-十六號      | 8 軌道       | 2012年-今     | 政府   |
| 愛德華空軍基地，美國           | 跑道                  | B52             | X-15 飛行90-91       | 2 亞軌道     | 1963年        | 政府   |
| Mojave Air & Space Port，美國  | 跑道                  | 白色騎士號      | 太空船一號 飛行15-17 | 3 亞軌道     | 2004年        | 私人   |